# ورودی (فیلم ۲۰۱۱)
«ورودی» (انگلیسی: Entrance (film)) فیلمی در ژانر ترسناک است که در سال ۲۰۱۱ منتشر شد.